# 5-hydroxytryptofaan
5-hydroxytryptofaan of 5-HTP, is een belangrijke schakel in de biosynthese van serotonine in het menselijk lichaam.
Als metaboliet van het aminozuur tryptofaan fungeert 5-HTP als een directe precursor van serotonine. In tegenstelling tot tryptofaan, dat verschillende andere metabolische routes kan volgen, wordt 5-HTP vrijwel uitsluitend omgezet in serotonine. 
In het lichaam wordt het geproduceerd uit tryptofaan via een enzymatische reactie die plaatsvindt in de hersenen en de lever. Tevens kan het worden ingenomen als voedingssupplement, geproduceerd uit de zaden van de Griffonia simplicifolia plant. 
In het lichaam wordt 5-HTP verder gemetaboliseerd tot serotonine, een neurotransmitter die een cruciale rol speelt bij de regulatie van stemming, slaap en eetlust. Serotonine kan niet door de bloed-hersenbarrière en wordt in de hersenen gemaakt. Voor deze synthese van serotonine is het volledig afhankelijk van de aanvoer van tryptofaan en 5-HTP.
In de hersenen vindt de metabolisatie tot serotonine plaats, waar het enzym aromatic L-amino acid decarboxylase (AAAD) het 5-HTP omzet in serotonine door de decarboxylering van het aminozuur.